# Deadlight
Deadlight — игра в жанре платформер с элементами survival horror, разработанная испанской студией Tequila Works для Xbox 360 и Microsoft Windows и выпущенная в сервисах Xbox Live Arcade и Steam. Начиная с 1986 года в Сиэтле игра повествует о Рэндале Вэйне — бывшем охраннике парка, который твёрдо намерен найти свою семью в период начавшегося зомби-апокалипсиса. Игра содержит элементы таких игр, как: Prince Of Persia, Another World и Flashback.

## Геймплей
Deadlight является 2.5D игрой, где персонаж может двигаться только слева - направо, или справа - налево. Он не может выходить за пределы той или иной среды, передвигаться только «вперёд». Игра состоит из головоломок, которые должен решать игрок, чтобы избежать «теней». Так главный герой именует восставших мертвецов. Атаковать всех — не самая лучшая затея, потому нужно избегать зомби. Если же схватка неизбежна, то атака проходит с использованием холодного (пожарный топор) и огнестрельного оружия (начиная с револьвера, заканчивая дробовиком). Огнестрельное оружие крайне полезно против большой толпы, но боезапас ограничен. Постоянные атаки холодным оружием утомляют персонажа, что снижает его эффективность в бою, вплоть до изнурения, и невозможности атаковать кого-либо. Есть и особое оружие — рогатка, предназначенная для решения головоломок. Ситуации, когда игрок действительно вынужден сражаться редки, потому внимание акцентируется на избегании «теней».
Шкала здоровья персонажа изображено с помощью нескольких идентичных друг другу красных прямоугольников. Шкала здоровья может быть восполнена с помощью подбираемых аптечек. Число прямоугольников в шкале здоровья может повышаться в зависимости от количества найденных соответствующих предметов-улучшений. Ускоренное движение персонажа и рукопашные сражения тратят очки пиктограммы выносливость. Пиктограмма выносливости — продолговатый, синий прямоугольник. Если шкала выносливости на нуле, персонаж будет вынужден остановить действия и переводить дыхание. Пиктограмма здоровья и выносливости находится в верхнем правом углу в самой игре. В отличие от шкалы здоровья, шкала выносливости восстанавливается со временем.
Игра содержит множество коллекционных предметов, которые можно найти на каждом уровне: потерянные страницы дневника Рэндалла (рассказывающие больше о его предыстории), личные вещи выживших (потерянные людьми во время эпидемии). Повторяющиеся коллекционные предметы изображаются с помощью идентификационных карт, на которых изображены имена убийц: Джон Уэн Гейси, Альберт Де Сальво, Джеффри Дамер.

## Персонажи
Рэндалл Вэйн — протагонист. Смотритель городского парка, отправившийся на поиски семьи в период зомби-апокалипсиса.
Карла, Сэм, Бэн, Стэлла — группа выживших. Во время очередной передышки зомби нападают на склад и Рэндалл сдерживает их натиск, в то время как группа уходит. Карла умирает от рук Рэндалла, поскольку была заражена. Предположительно, группа мертва.
«Крыса» — старик, сумевший найти убежище в канализационной сети города. Изучив место, соорудил множество ловушек для мародёров. Спасает Рэндалла и помогает ему.

## Критика
| Сводный рейтинг | Сводный рейтинг | Сводный рейтинг | Сводный рейтинг |
| Издание         | Оценка          | Оценка          | Оценка          |
| Издание         | PC              | PS4             | Xbox 360        |
| --------------- | --------------- | --------------- | --------------- |
| GameRankings    | N/A             | 66,72 %         | 68,10 %         |
| Metacritic      | 78/100          | N/A             | 68/100          |

После выпуска Deadlight получила смешанные отзывы на платформе Xbox 360, версия для ПК получила преимущественно положительные отзывы. На сайте-агрегаторе Metacritic средняя оценка игры составляет 68 из 100 баллов на основе 79 обзоров для Xbox 360, в то время как версия для ПК — 78 баллов мз 100 на основе 7 обзоров. На GameRankings версия для Xbox имеет 68,10 % на основе 52 обзоров, а ПК версия — 86,50 % на основе 2 обзоров.
Тим Тури, сотрудник Game Informer, был впечатлён игрой, поставив ей 8 из 10. «Если вы уверены в том, что жанр мертвецов исчерпал себя, то очередное приключение идёт к вам! Deadlight смешивает впечатляющие 2.5D визуальные эффекты, головоломки в стиле игры Limbo, а также мрачную атмосферу The Walking Dead, создавая мощный коктейль». IGN также дал положительный отзыв, наградив игру в 8.5 из 10, споря с Райном Маккэффри и хваля эстетитеческую составляющую игры. «Передний план обложки изображает карабкающегося по своей судьбе, невзрачного Рэндала, покинутого мрачными и тихими останками былой цивилизации. Я встретил настолько ошеломляющие моменты, что они заставили меня любоваться ими, прежде чем идти вперёд». Другой положительный отзыв пришёл от сотрудницы 1UP.com Марти Сильвы. «Летняя аркада несёт титул фантастического пейзажа, обходя своей мощью другие, высокобюджетные проекты, именующиеся как ААА. Восстание мертвецов — вечная, и неисчерпаемая тема. Хотя кто-то и негодует, но игра показала превосходство этого жанра во всей научной фантастике, доказывая, что в нём по-прежнему осталась толика впечатлений и сопереживаний».
Под меньшим впечатлением остался сотрудник GameSpot Крис Уоттерс, поставивший 6.5 из 10 и ссылающийся на линейность игры. «Игра, кончаясь после трёхчасового похождения, заставляет вас думать, что вы ходили по сценарию. Визуальная составляющая делает похождение интересным, но вам захочется иметь больше разнообразия». Натан Браун поставил 6 из 10, критикуя систему головоломок и дизайн. «Дизайн игры, напоминающий Another World, несёт сплошное разочарование, нежели чем Limbo. Всё окружение страдает от единственной проблемы: сухие элементы управления и отсутствие чёткого результата послужили немалому количеству смертей». Эван Бургаулт поставил 6.2 из 10. «Deadlight, возможно, была бы куда лучшей игрой, если бы она имела чёткую, продолжительную историю, и более удобное управление. Начало игры молчит своей скромной, впечатляющей перспективой, но громко визжит, словно зверь, подходя к середине». Мартин Робинсон из Eurogamer поставил 7 из 10. «Большая проблема игры в раздутом ценнике, обманывающим ваше желание возвращаться к эпизодам игры вновь и вновь. Уплощённость уже весьма исхудалого постапокалиптического мира делает всё возможное, чтобы удержать вас в нём. Это достойный представитель приключения жанра 2D XBLA, но в конце концов, вы не можете избавиться от ощущения недостатка остроты в игре».
Летом 2018 года, благодаря уязвимости в защите Steam Web API, стало известно, что точное количество пользователей сервиса Steam, которые играли в игру хотя бы один раз, составляет 795 749 человек.